# طراحی هوشمند
طراحی هوشمند (به انگلیسی: Intelligent design) یا آفرینش هوشمند برهانی شبه علمی برای وجود خدا است که توسط طرفداران آن به عنوان «یک نظریه علمی مبتنی بر شواهد در مورد منشأ حیات» ارائه شده است؛ و در آن ادعا می‌شود موجودات زنده و پیچیدگی‌های جهان تنها توسط یک طراح هوشمند قابل توضیح هستند. گرچه طرفداران این باور فرگشت (نظریه تکامل) را که به معنای وجود نیای مشترک و تغییرات موجودات زنده در طول زمان است قبول دارند اما با انتخاب طبیعی که این تغییرات را غیرهوشمند می‌داند مخالفت می‌کنند. طراحی هوشمند نوعی از خلقت گرایی است که فاقد شواهد تجربی است و فرضیات مطرح شده در آن فاقد قابلیت دفاع و بررسی تجربی هستند و بر همین اساس یک موضوع علمی محسوب نمی‌شود. طرفداران این باور عقیده دارند که شواهد تجربی علم زیست‌شناسی و نیز برهان‌های ریاضی موید این ادعا است که جهان توسط یک خالق هوشمند ساخته شده است. باور کنندگان این عقیده، بر خلاف بعضی از طرفداران آفرینش گرایی که عمر حیات در کره زمین را بر اساس کتاب مقدس، کوتاه و در حد چند هزار سال می‌دانند، به وقوع تغییرات بسیار جزئی در موجودات در طول زمان‌های طولانی معتقدند و به عمر طولانی حیات در کرهٔ زمین اذعان دارند.
آنچه که سبب شهرت سریع و گستردهٔ این باور شد، جنجال رسانه‌ای موافقان و مخالفان گنجاندن این نظریه در برنامهٔ درسی علوم مدارس امریکا و سپس کشیده شدن این مسئله به دادگاه در سال ۲۰۰۵ بود.
پژوهش‌های علمی گسترده ادعای بنیادین طراحی هوشمند — که فرگشت و انتخاب طبیعی وجود موجودات زنده را توجیه نمی‌کند — را رد کرده‌اند و طرح آن را مغالطه‌ای از نوع ذوالحدین جعلی می‌دانند.

## نظریه‌پردازان
ویلیام دمبسکی (William Dembski) و اسیون سی میر (Stephen C. Meyer) و مایکل بهی (Michael Behe) از طرفداران آفرینش هوشمند هستند. از کتاب‌هایی که اخیراً در طرفداری از این باور نگاشته شده می‌توان به «امضا در سلول DNA و شواهدی بر طراحی هوشمند»، تألیف استیون سی میر اشاره نمود. مایکل جی بهی نیز در کتاب «جعبه سیاه داروین» ضمن مخالفت با نظریه تکامل داروین آفرینش هوشمند را به عنوان جایگزین مطرح کرده است.

## استدلال‌های طرفداران این باور

### پیچیدگی‌های مشخص
این مفهوم که برای اولین بار توسط ویلیام دمبسکی (William A. Dembski) ارائه شد، بر وجود دو خصیصهٔ همزمان در دستگاه‌های طبیعت تأکید می‌کند که به باور مبدع آن- دمبسکی- نشانگر آفرینش جهان توسط طراحی هوشمند است. دمبسکی این دو خصیصه را اولاً وجود پیچیدگی و ثانیاً کاملاً مشخص بودن آن برمی‌شمرد. او پیچیدگی را امری می‌داند که احتمال وقوع آن به خودی خود بسیار کم است و مشخص بودن آن را در آن می‌داند که شما بتوانید آن امر را با توصیفاتی بسیار کوتاه، به‌طوری‌که برای همگان قابل فهم باشد مشخص کنید. او دنباله‌های طولانی از اعداد اول و اشعار شکسپیر را مثال‌هایی از پیچیدگی‌های مشخص می‌داند. به گمان او برای دنباله‌های طولانی از اعداد اول، طولانی بودن نشانه پیچیدگی و اول بودن نشانه مشخص بودن آن است، به‌طور مشابه، به باور او در یک شعر از شکسپیر، که از کنار هم قرار گرفتن رشته‌ای طولانی از حروف الفبا و نمادها تشکیل شده است، طولانی بودنش دلیلی بر پیچیدگی‌اش و با معنی بودنش نشانه‌ای از مشخص بودنش است.
دمبسکی می‌گوید که اگر شما یک گیرنده رادیویی برای دریافت امواج فضایی داشته باشید و روزی مثلاً امواجی به شکل دنباله اعداد اول را از فضا دریافت کنید مطمئناً ارسال‌کننده آن را یک موجود هوشمند خواهید دانست.

### ثابت‌های فیزیکی تنظیم شده
طرفداران آفرینش هوشمند استدلال می‌کنند که ثابت‌های فیزیکی جهان هستی، مانند ثابت کیهان شناختی، ثابت گرانش، ثابت ساختار ریز، سرعت نور و ثابت پلانک به شکلی کاملاً دقیق تنظیم شده‌اند به نحوی که اگر مقادیرشان اندکی با آنچه که هست متفاوت بود، حیات به شکل کنونی‌اش پدید نمی‌آمد.

### پیچیدگی‌های کاهش ناپذیر
بعضی دستگاه‌های دارای اجزای متعدد، دارای این ویژگی هستند که فقط در صورت وجود تمامی اجزای خود قادر به کار کردن هستند، به شکلی که شما نمی‌توانید یکی از اجزای آن‌ها را از آن‌ها جدا کرده و دستگاه کماکان قادر به کار کردن باشد. به عنوان مثال می‌توانید یک موتور خودرو را در نظر بگیرید که برای حرکت نیازمند تمامی اجزای خود است.
پیچیدگی‌های موجود در این دستگاه‌ها را اصطلاحاً پیچیدگی‌های کاهش‌ناپذیر می‌نامند. طرفداران نظریه آفرینش هوشمند معتقدند که دستگاه‌های دارای پیچیدگی‌های تجزیه ناپذیر، نمی‌توانند از تکامل تدریجی و انتخاب طبیعی به وجود آمده باشند چرا که هر تغییر جزئی در آن‌ها به قیمت از کار افتادنشان تمام می‌شود.

## انتقاد از طراحی هوشمند
ریچارد داوکینز در پاسخ می‌نویسد:
«این پرسش‌ها که «نصف یک چشم به چه کار می‌آید؟» یا «نصف یک بال به چه کار می‌آید؟» نمونه‌هایی از
برهان پیچیدگی تجزیه ناپذیر هستند. یک واحد کارکردی را هنگامی دارای پیچیدگی تجزیه ناپذیر می‌دانیم که
برداشتن یکی از اجزای آن واحد، موجب اختلال کلی در کارکرد آن شود. این برهان فرض می‌گیرد که چشم و
بال پیچیدگی تجزیه ناپذیر دارند. اما همین که یک لحظه بیندیشیم، بی‌درنگ مغالطه را درمی یابیم. اگر عدسی
چشم یک بیمار مبتلا به آب مروارید را با جراحی برداریم، او دیگر بدون عینک نمی‌تواند تصاویر را به وضوح
ببیند، اما آن قدر بینایی دارد که با درخت برخورد نکند یا از صخره فرونیفتد. درست است که داشتن نصف بال،
به خوبی داشتن یک بال کامل نیست، اما مسلماً از بال نداشتن بهتر است. موقع سقوط از درختی به ارتفاع معین،
بال نصفه می‌تواند شدت ضربهٔ برخوردتان به زمین را تخفیف، و جان تان را نجات دهد؛ و اگر ۵۱ درصد از
یک بال را داشته باشید، می‌توانید از درختی اندکی بلندتر بیافتید و باز زنده بمانید. هر کسری از بال را که داشته باشید، ارتفاعی هست که با داشتن آن بال، جان تان نجات می‌یابد، در حالی که اگر بال تان اندکی کوچک‌تر بود از آن ارتفاع معین جان بدر نمی‌بردید. این آزمایش فکری دربارهٔ سقوط از درخت‌هایی با ارتفاع‌های معین، یک شیوهٔ درک این مطلب است که، به لحاظ نظری، منحنی مزیت بال باید شیب ملایمی داشته باشد که از ۱ تا
۱۰۰ درصد امتداد می‌یابد. جنگل‌ها پر از جانوران هواسُر یا چَترباز هستند. این جانوران عملاً مراحل مختلف
این شیب صعودی بال به قلهٔ محال را نشان می‌دهند.
اگر بخواهیم برای کاربرد چشم هم مثالی مشابه کاربرد بال‌های ناقص هنگام افتادن از درختان با ارتفاعات مختلف بزنیم، به راحتی می‌توانیم موقعیت‌هایی را تصور کنیم که در آن‌ها نصف یک چشم، جان جانور را نجات می‌دهد، در حالی که ۴۹ درصد آن چشم چنین نمی‌کند. این شیب‌های ملایم تکاملی چشم را می‌توان در تغییرات شرایط نوری، و تغییرات فاصلهٔ تشخیص شکارچی – یا شکار– یافت؛ و درست مانند وضعیت بال‌ها و سطوح
پروازی، حالت‌های میانی چشم هم نه تنها قابل تصور اند، بلکه در سراسر دنیای وحش فراوان‌اند. کِرم پَهن،
چشمی دارد که با هر معیار معقولی، محقرتر از نصف چشم انسان است. حلزون دریایی ناوتیلوس چشمی دارد که در میانهٔ راه چشم کرم پَهن و چشم انسان است. برخلاف چشم کرِم پَهن که فقط نور و سایه را تشخیص می‌دهد، اما
تصاویر را نمی‌تواند ببیند، چشم ناوتیلوس شبیه دوربینی بی عدسی است که می‌تواند یک تصویر حقیقی بسازد؛
اما تصویر آن در مقایسه با تصویر چشم ما تیره و تار است. هیچ آدم عاقلی نمی‌تواند انکار کند که چشم داشتن برای این جانور بی مهره و بسیاری جانوران دیگر، بهتر از چشم نداشتن است و همگی این چشم‌ها در جایی روی این شیب پیوسته و ملایم به سوی قلهٔ محال جای می‌گیرند. بر روی این شیب، چشم ما نزدیک به یک قله است – هرچند نه
مرتفع‌ترین قله، اما یکی از مرتفع‌ترین قله‌ها. در کتاب صعود به قلهٔ محال من یک فصل کامل را به چشم و
یک فصل را نیز به بال اختصاص داده‌ام، و نشان داده‌ام که این دو به چه سادگی توانسته‌اند آهسته (وحتی شاید نه چندان آهسته) این مراتب صعودی را بپیمایند. در اینجا این موضوع را ختم می‌کنم.»
با پیشرفت زیست‌شناسی، منتقدان توجه خود را به سیستم‌های پیچیده سلولی مانند سیستم ایمنی و ساختارهای پیچیده مولکولی مانند موتور تاژک باکتری‌ها معطوف کردند و سعی می‌کنند سازوکار ایجاد آنها توسط تکامل تدریجی از طریق تغییرات تصادفی را پیدا کنند.

### دادگاه
در سپتامبر سال ۲۰۰۵، والدین ۱۱ دانش‌آموز مدرسه‌ای در منطقه داور در ایالت پنسیلوانیا از مسؤولان مدرسهٔ منطقه‌ای داور بسبب گنجاندن نظریه آفرینش هوشمند در برنامه درسی دانش‌آموزان و تدریس آن به عنوان نظریه‌ای علمی در کنار نظریه تکامل شکایت کردند.
قاضی دادگاه فدرال، جان جونز، در نهایت مسؤولان مدرسه داور را به علت تخلف از متمم اول قانون اساسی آمریکا مجرم شناخت. دادگاه همچنین حکم به خارج کردن تدریس این نظریه از برنامه درس علوم دانش‌آموزان مدرسه داد.